# Sông Vakhsh
Sông Vakhsh (tiếng Tajik: Вахш, tiếng Ba Tư: وخش), còn được gọi là Surkhob (Сурхоб, سرخاب), ở phía bắc Tajikistan và Kyzyl-Suu (tiếng Kyrgyz: Кызылсуу), ở Kyrgyzstan, là một con sông tại Trung Á, và là một trong những con sông chính của Tajikistan. Là một nhánh của sông Amu Darya.

## Địa lý

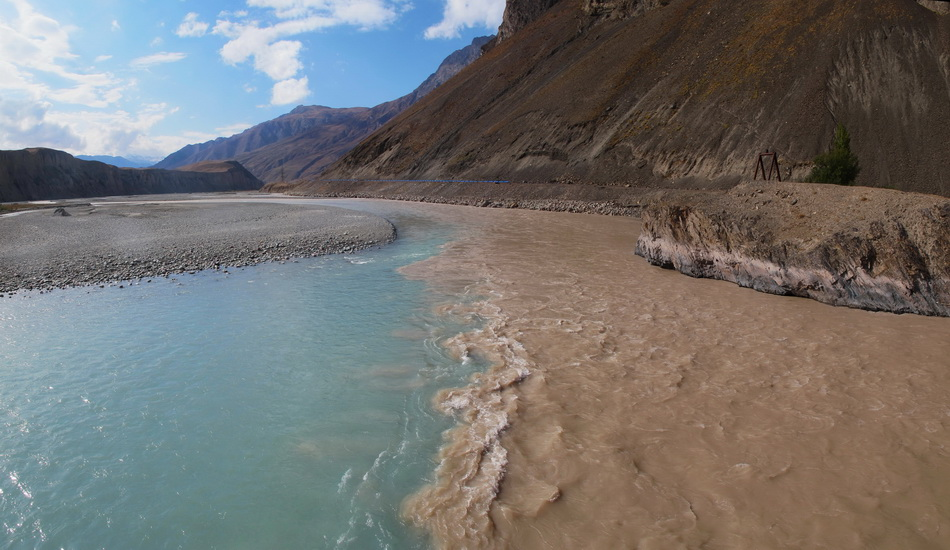
Surkhob bắt đầu bằng cách kết nối sông Muk-Suu và Kyzyl-Suu

Dòng sông chảy qua Pamirs, đi qua vùng núi với các hẻm núi sâu. Một số sông băng lớn nhất ở Tajikistan, bao gồm sông băng Fedchenko và Abramov (trước đây là sông băng dài nhất thế giới bên ngoài các vùng cực), chảy vào sông Vakhsh. Các nhánh lớn nhất của nó là Muksu và Obi Breathou; Sông Vakhsh bắt đầu từ ngã ba sông Obi Breathou và Surkhob.
Sau khi nó thoát khỏi  Pamir, sông Vakhsh đi qua vùng đất thấp màu mỡ phía tây nam Tajikistan. Kết thúc khi nó chảy vào sông Panj, tạo thành Amu Darya, ở biên giới Tajikistan và Afghanistan. Khu bảo tồn thiên nhiên Tigrovaya Balka, nơi sinh sống cuối cùng của loài hổ Caspian - hiện đã tuyệt chủng ở Liên Xô cũ, nằm ở ngã ba sông Vakhsh và Panj.
Diện tích lưu vực của Vakhsh là 39.100   km 2, trong đó 31.200   km 2 (79,8%) nằm trong Tajikistan. Con sông đóng góp khoảng 25% tổng lưu lượng của Amu Darya. Lưu lượng trung bình của nó là 538 m 3 / s, với lưu lượng hàng năm là 20,0  km 3. Tuy nhiên, do Vakhsh được cung cấp chủ yếu bằng tuyết và sông băng, tốc độ dòng chảy này có sự thay đổi lớn theo mùa giữa mùa đông và mùa hè. Các phép đo tại đập Nurek chỉ ra rằng tốc độ dòng chảy mùa đông trung bình khoảng 150 m 3 / s, trong khi tốc độ dòng chảy trong những tháng mùa hè có thể vượt quá 1500 m 3 / s - tăng gấp 10 lần.